# Colli di Conegliano Torchiato di Fregona
Le Colli di Conegliano Torchiato di Fregona  est un vin italien blanc doux à base de raisins passerillé  de la région de Vénétie doté d'une appellation DOC depuis le 3 août 1993. Seuls ont droit à la DOC les vins blancs récoltés à l'intérieur de l'aire de production définie par le décret.

## Aire de production
Les vignobles autorisés se situent rive gauche du Piave en  province de Trévise dans les communes de Cappella Maggiore, Fregona, et Sarmede.

Voir aussi les articles Colli di Conegliano Refrontolo passito, Colli di Conegliano bianco et Colli di Conegliano rosso.

## Caractéristiques organoleptiques
- couleur : jaune doré.
- odeur : intense, caractéristique
- saveur : sèche à doux, plein,

Le Colli di Conegliano Torchiato di Fregona se déguste à une temperature de 5 à 7 °C et se gardera 2 à 4 ans.

## Production
Province, saison, volume en hectolitres :
- Treviso  (1993/94)  15,0
- Treviso  (1994/95)  72,82
- Treviso  (1995/96)  100,87
- Treviso  (1996/97)  144,05